# Marynki (gromada)
Marynki – dawna gromada, czyli najmniejsza jednostka podziału terytorialnego Polskiej Rzeczypospolitej Ludowej w latach 1954–1972.
Gromady, z gromadzkimi radami narodowymi (GRN) jako organami władzy najniższego stopnia na wsi, funkcjonowały od reformy reorganizującej administrację wiejską przeprowadzonej jesienią 1954 do momentu ich zniesienia z dniem 1 stycznia 1973, tym samym wypierając organizację gminną w latach 1954–1972.
Gromadę Marynki siedzibą GRN w Marynkach utworzono – jako jedną z 8759 gromad na obszarze Polski – w powiecie łęczyckim w woj. łódzkim, na mocy uchwały nr 32/54 WRN w Łodzi z dnia 4 października 1954. W skład jednostki weszły obszary dotychczasowych gromad Marynki i Witaszewiczki oraz wieś Tum, wieś Tum Poduchowny, kolonia Tum Poduchowny, parcelacja Tum A, kolonia Kwiatkówek i osada Kwiatkówek z dotychczasowej gromady Tum ze zniesionej gminy Tum w tymże powiecie. Dla gromady ustalono 14 członków gromadzkiej rady narodowej.
Gromadę zniesiono 31 grudnia 1959, a jej obszar włączono do gromady Góra Małgorzaty.